# ストラトヴァリウス
ストラトヴァリウス （Stratovarius） は、フィンランド出身のメロディック・パワー・メタル・バンド。
「ヨーロッパ」「TNT」らと並び、早くから活動する北欧メタルの代表的グループ。ジャーマンメタル勢と共に、欧州のパワーメタル/シンフォニックメタルの一角を担った。

## 概要

### 初期

初期使用のシンボル (アルバムヴィジョンズからストラトヴァリウスまで)

1982年、ヘルシンキでトゥオモ・ラッシーラ（Dr.Vo）、スタファン・ストロールマン（G）、ジョン・ヴィヘルヴェ(B)の3名により結成。当初は『BLACK WATER』というバンド名で活動しており、音楽性もブラックサバスやオジー・オズボーンに影響を受けたハードロックバンドであった。1984年末にベーシストのジョンが脱退し、ユルキ・レントンが加入。1985年にリーダーのラッシーラが、ギターのストラトキャスターとヴァイオリンのストラディヴァリウスを掛け合わせてバンド名をストラトヴァリウスとする。なお、のちに加入するティモ・トルキ(当時G,Bass,Vo)のメイン使用楽器はストラトキャスターではなく、時期により違いはあるが、ストラトタイプをベースとしたソロイスト系のギターを使用することが多い。
1985年にギタリストのスタファンが脱退、代わりにティモ・トルキが加入。それまでヴォーカルも担当していたトゥオモの音域が狭かったこともあり、トルキがひとまずギタリスト兼ヴォーカリストとなる。1986年にトルキの兵役のため1年間の活動停止をはさんだ後、ライヴ活動の場をフィンランド本国からスカンジナビア半島へと広げていった。

### メジャーデビュー
1987年にCBSフィンランドに送ったデモが目に止まり、1988年『Future Shock』でシングルデビュー。同じ頃にキーボーディストのアンティ・イコーネンが加入。1989年はシングル『Black Night』とファーストアルバム『フライト・ナイト』をリリースするが売り上げは伸びなかった。当時の音楽性はリッチー・ブラックモアやレインボー、バロック音楽に影響を受けたトルキの加入でネオクラシカルメタル寄りである。なお、当時日本未発売であった『フライト・ナイト』は、「BURRN!」でレビューされた際、「国籍不明(オランダ？)」と表記されていた。
1991年、CBSフィンランドから契約を切られ、メンバーが自費でスタジオ代を払いデモテープを制作をする。1992年始め、レコード会社移籍の際にベーシストのユルキが脱退し、ヤリ・ベヘムが加入するが、ほとんどプレイすることなく翌年に解雇されている。ブルーライトレコードからアルバム『Stratovarius II』をフィンランド国内のみで1000枚ほどリリース。10月、ドイツのShark Recordsから『Stratovarius II』をジャケットを代えて2ndアルバム『トワイライト・タイム』としてヨーロッパ全土で発表。翌1993年、シングル『Break the Ice』を発表。日本国内では『Twilight Time』が輸入版チャートベスト10に5ヶ月間ランクインし、1993年の輸入版年間チャート1位となった。日本盤は1993年6月にビクターエンタテインメントより発売された。

### 専任ヴォーカリスト加入と飛躍

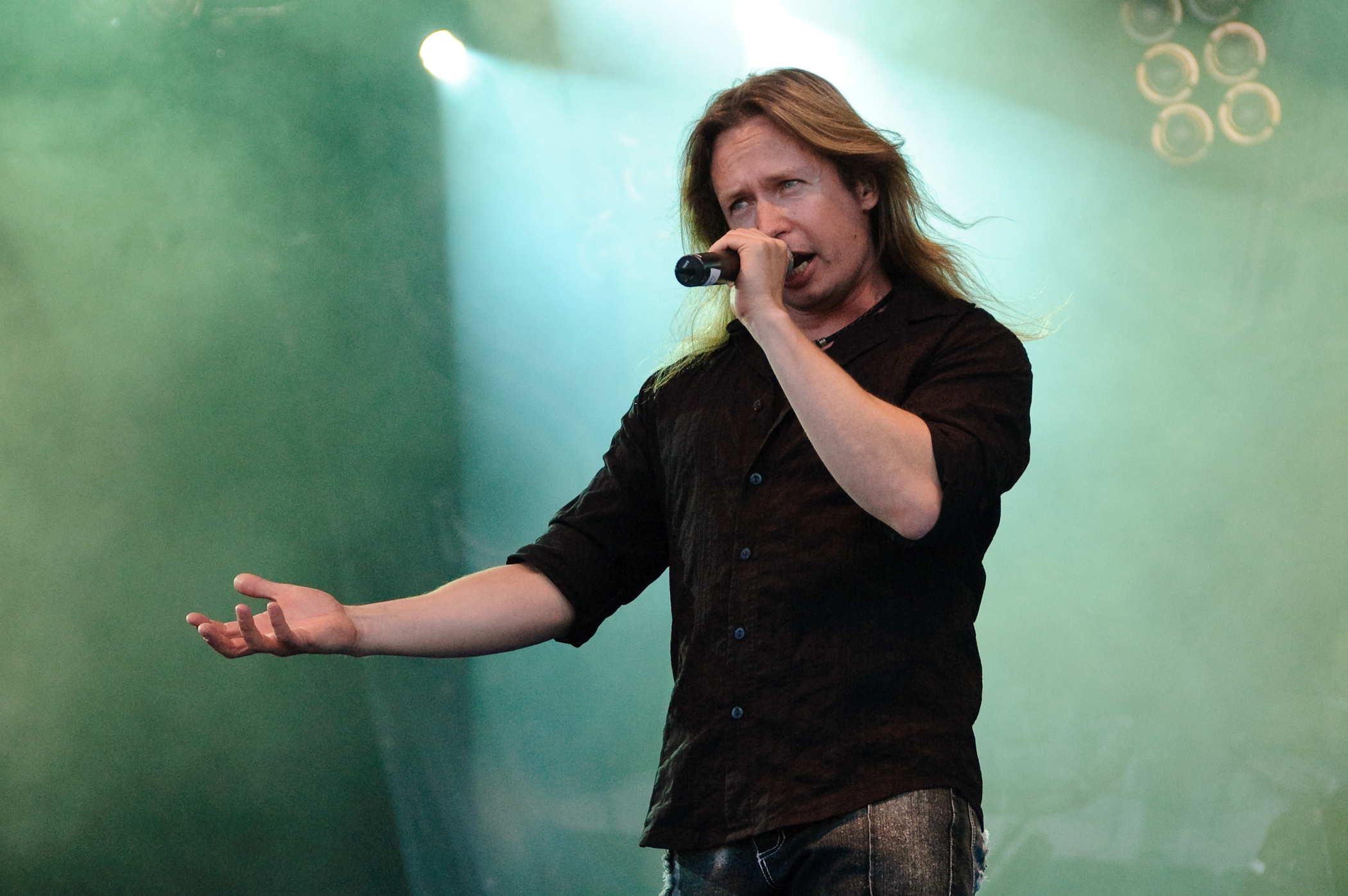
1994年から加入したティモ・コティペルト(Vo) 2009年

1993年、3rdアルバム『ドリームスペース』のレコーディング途中より、ベーシストのヤリ・カイヌライネンが加入。1994年2月、3rdアルバム『ドリームスペース』が日本でリリース。アルバムからは『Wings of Tomorrow』がシングルカットされた。ヨーロッパではノイズレコード所属のT&T Recordsに移籍。5月には日本未発売だった1stアルバム『FRIGHT NIGHT』が日本でもリリースされ、6月に初来日公演が行われた。トルキは歌うことをやめギターに専念するために音楽雑誌でヴォーカリストを募集し、ティモ・コティペルトが加入。翌年リリースされた4thアルバム『フォース・ディメンション』はよりメロディックパワーメタル色を濃くしていく。
1995年、来日公演も行ったFourth Dimensionツアー終了後、キーボードのアンティとオリジナルメンバー・元リーダーでドラムスのラッシーラが、新たなリーダーとなったトルキから解雇される。二人の代わりに加入したのがイングヴェイ・マルムスティーンやDioなどで活躍していたスウェーデン人キーボーディストのイェンス・ヨハンソンとメコンデルタやレイジなどで活躍していたドイツ人ドラマーのヨルグ・マイケル。トルキは二人と面識があったわけではなく、今回の件で初めて二人の連絡先を調べデモテープを送ったところ加入の承諾をもらった。1996年、5thアルバム『エピソード』発表。コティペルトの表現力上達、それぞれ名手として名の知れたヨルグとイェンスの力により、音楽性により一層深みが出た作品となる。『ウィル・ザ・サン・ライズ』と『ファザー・タイム』がシングルカット。
1996年、6thアルバム『ヴィジョンズ』を発表。コティペルトの作詞が積極的に採用されている。このアルバムはヨーロッパや日本で大ヒット。アルバムに伴うツアーも大成功を収めた。翌年発表されたヨーロッパツアーを収録した初の2枚組ライブアルバム『ヴィジョンズ・オブ・ヨーロッパ』では観客の熱狂ぶりをうかがうことができる。アルバムからシングルカットされた『ブラック・ダイアモンド』と『キッス・オブ・ジューダス』はストラトヴァリウスの代表曲となり、ライヴでかかせない曲となった。同年、ニュークリア・ブラストに移籍のため、ノイズレコード時代の初のベストアルバム『ザ・パスト・アンド・ナウ』を発表。

### 人気の拡大と商業的成功
1998年、7thアルバム『デスティニー』発表。フィンランドチャートで1位を獲得しているヒット作となり、アルバムに伴うツアーも成功した。翌年、各国のボーナストラックやライブ音源でできたコンピレーションアルバム『The Chosen Ones』もフィンランドチャートで7位に入り、名実共にフィンランドのトップバンドとなった。『It's a Mystery』が一部の国でシングルカットされている。2000年発表の8thアルバム『インフィニット』はフランス特別盤には4曲もボーナストラックがついており、ヨーロッパでの絶大な人気を現している。やや暗い楽曲が多かった『ディスティニー』からのシングルカットは『SOS』だけであったが、キャッチーな曲が多い『インフィニット』からはライブでの定番曲である『ハンティング・ハイ・アンド・ロー』『ア・ミリオン・ライト・イヤーズ・アウェイ』がシングルカットされている。『Infinite』はフィンランドでゴールドディスクに輝き、INFINITE FINNISH TOUR leg2の最終日である12月25日にゴールドディスク授与式が行われた。
2000年はソナタアークティカ、ラプソディー・オブ・ファイアと共にツアーを行っている。このツアーの後、バンド活動を一時休止し、この間トルキとコティペルトはそれぞれソロ活動を行った。また、同年には日本のみのベストアルバム『14 Diamonds』がリリースされている。
2003年1月、9thアルバム『エレメンツ・パート1』発表。以前の作品よりも大作が多くシンフォニックメタルやプログレッシブメタル調の楽曲が多い作品となった。本来は同年11月リリースの10thアルバムの『エレメンツ・パート2』と共に2枚組の予定であったが、レコード会社より難色を示されたため1枚ずつのリリースとなった。地球や人間の要素である火・水・風・土をコンセプトにしたアルバムであり、それぞれPt.1は「火と水」Pt.2は「風と土」がテーマとなっている。トルキによる思想や人生観、生きることを描いた歌詞がほとんどであり、全曲トルキによる作詞・作曲である。

### 解散騒動とトルキの離脱

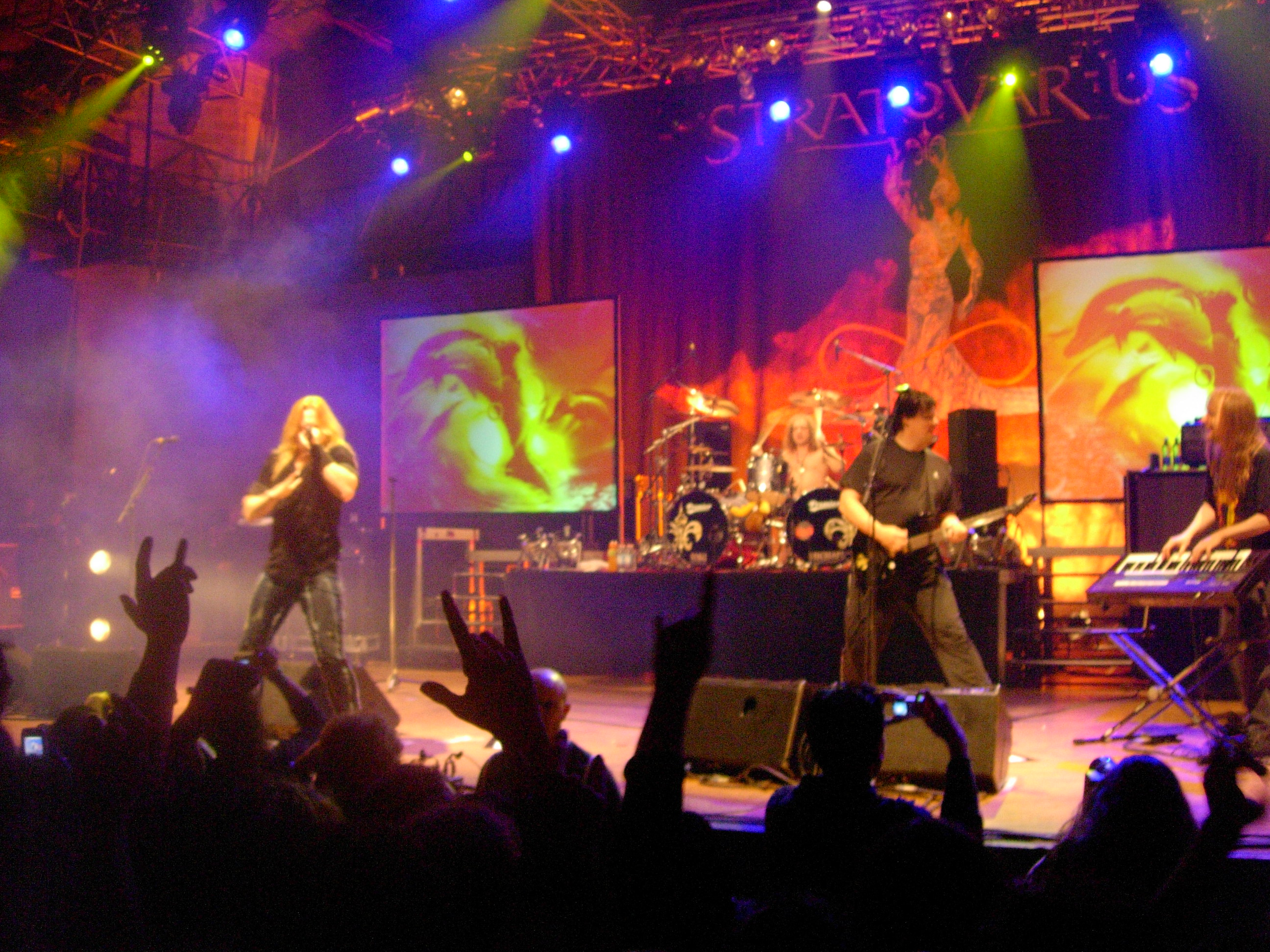
イタリア・ミラノ公演 (2005年11月)

2003年12月、ヨルグとコティペルトがトルキとの確執により脱退。コティペルトは自分の楽曲がアルバムに採用されない不満をBurrn!誌のインタビューで漏らしている。2004年1月、後任として、イェンスの兄であるハンマーフォールのドラマーアンダース・ヨハンソンのサポート加入が伝えられるが、1ヶ月もしないうちにアンダースは離脱。ヴォーカルにはカタリーナ・ウィーアラー(通称：ミスK)という口から血を流したブラックメタル風のメイクをした女性が加入。しかし。ファンからは公式サイトに今までのストラトヴァリウスの音楽性と全く違う雰囲気の女性ヴォーカルの加入を批判する声が寄せられた。
2004年、ヨルグとコティペルトは脱退後もレコード会社との契約履行のため、幾つかの音楽フェスティバルにバンドの一員として出演した。2月29日、スペイン・グラナダの音楽フェスティバルの翌日、トルキが路上で襲われ、カッターナイフで左肩を切り付けられ、顔に打撲を負うという事件が起きた。二人の脱退前後から公式サイトで過激な発言を繰り返していたトルキは後に躁鬱病と診断され、数ヶ月入院静養をした。2005年になり、ヨルグとコティペルトの復帰宣言があり、以前のラインナップでの活動再開が発表されると、ミスK（Vo）は音源発表もライブ活動もしないまま、事実上、脱退ということになった。
同年9月、11thアルバム『ストラトヴァリウス』発表（日本先行発売は8月）。バンドの復活は祝福をもって受け入れられたが、後にトルキはこのアルバムが好きでないとインタビューで答えている。2005年秋、ベーシストのヤリが脱退。シナジーやコティペルトのソロプロジェクトのベーシストであるフィンランド人ベーシストラウリ・ポラーが代って加入し、ヨーロッパ・北米・日本を含むアジア・南米への大きなツアーが行われた。

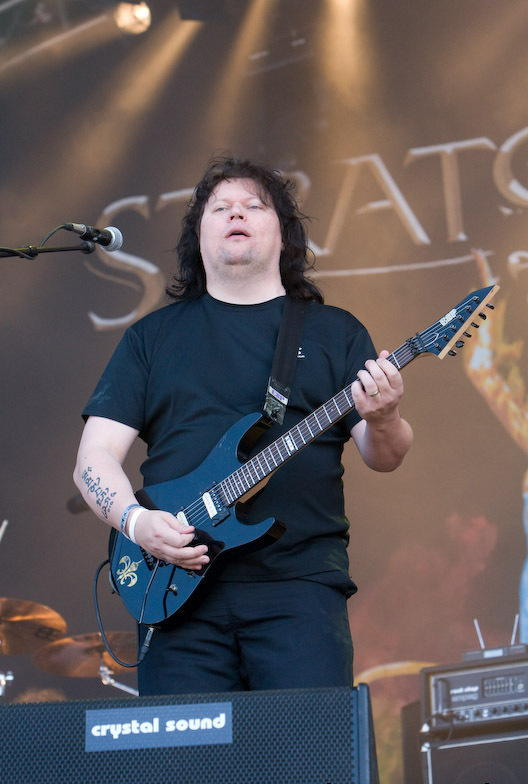
ティモ・トルキ(G) 2007年

2007年秋からはニューアルバムのレコーディングに入る。ほぼ完成していたにもかかわらず、2008年3月にトルキがニューアルバムを白紙に戻し、楽曲をそのまま自らの新プロジェクトレヴォリューション・ルネッサンスで使用し、レコーディングに入ると発表。ストラトヴァリウス版のデモ・ヴァージョンは7月下旬にインターネット上に流出した。その後、4月3日にトルキがストラトヴァリウスの解散声明を発表。文中で「バンドではあったが友達ではなかった」とメンバーとの不仲を吐露する内容であった。しかし、トルキ以外の4名のメンバーはバンドの存続を表明。6月にはトルキの後任としてラウリの知人であるフィンランド人ギタリスト、マティアス・クピアイネンを迎え、ニューアルバムの制作に着手することを発表した。
一方、ティモ・トルキは初期メンバーのトゥオモ、アンティを呼び戻し、正式なラスト・アルバムをレコーディングすることを表明。5月20日にストラトヴァリウスのバンド名および過去の作品や新作からの売り上げ配分も拒否し、イェンス・ヨハンソンとティモ・コティペルトに譲る正式書類にサインしたことを明らかにした。これに対し、コティペルトはトルキへの敬意を表しつつも、旧メンバーを迎えてのトルキらによるアルバム制作はないと表明。10月、コティペルト・イェンス・ヨルグ・ラウリ・マティアスの新体制でストラトヴァリウスとして活動宣言。ニューアルバムのレコーディングに入った。これに対しトルキは嫌悪感を露にするコメントをしている。

### 新たな出発

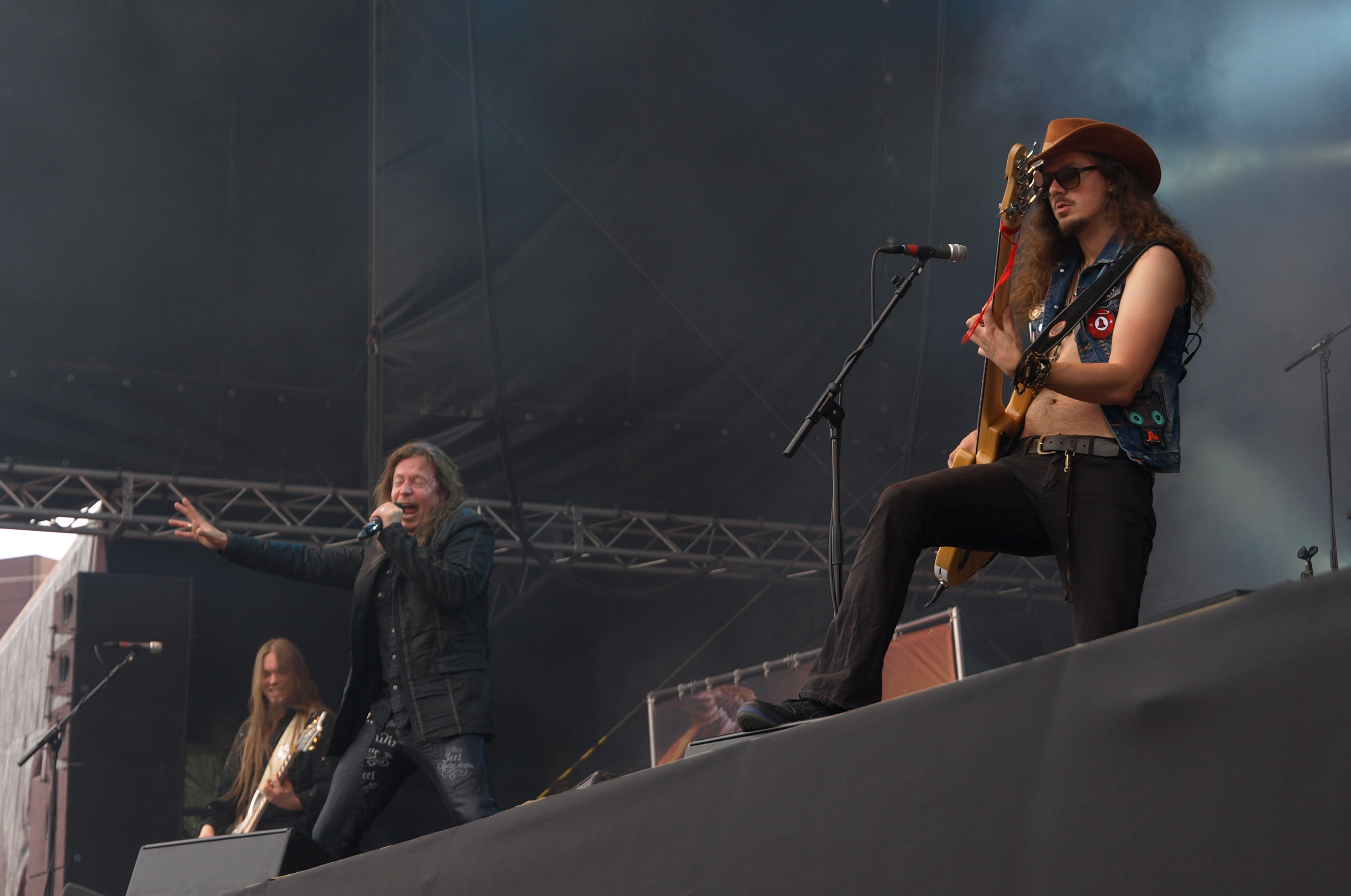
フィンランド・ヘルシンキ公演 (2013年6月)

2009年5月、新体制で『ポラリス』を発表。本作発表前にトルキとカイヌライネンが脱退したこともあり、長年使用されたバンドロゴもシンボルマークも一新された。1曲目の『ディープ・アンノウン』がシングルカット。2008年4月から2010年1月まで、ヨーロッパ・アジア・北南米を縦断する大規模なツアーが行われ、9月には来日公演も行われた。
2010年11月24日には新曲2曲を収録したミニアルバム『ダーケスト・アワーズ』を発表。プロモーションのためにハロウィンの『7シナーズ』ツアーに同行する。しかし、ヨルグ・マイケルが癌と診断されたため、代役のドラマーをたててライヴを行った。
年明け2011年1月12日には13作目となるアルバム『エリジウム』をリリース。好調なセールスをみせ、1998年に発表した『デスティニー』以来、久々にフィンランドチャート1位に輝いた。
また同年1月のツアー終了をもってヨルグ・マイケル脱退が発表された。脱退理由は「個人的なもの」とされている。なお、11月18日から26日までヨルグのためのフェアウェル・ツアーが本国フィンランドで行われた。
2012年6月、オーディションの結果、ロルフ・ピルヴが新しいドラマーとして加入。
2013年2月、14作目となるアルバム『ネメシス』をリリース。3月からはネメシスツアーを開始した。LOUD PARK13に出演。
2015年9月、15作目となるアルバム『エターナル』をリリース。翌年2016年までのツアーを開催。同年秋にアルバム『エピソード』発表20周年記念ヨーロッパツアーが行われた。
2022年9月、16作目となる7年ぶりのアルバム『サバイブ』をリリース。

## メンバー

### 現ラインナップ
- Timo Kotipelto ティモ・コティペルト (Vo) 1994年 - 2003年, 2005年 -
- Jens Johanson イェンス・ヨハンソン (Key) 1995年 -
- Lauri Porra ラウリ・ポラー (B) 2005年 -
- Matias Kupiainen マティアス・クピアイネン(G) 2008年8月 -
- Rolf Pilve ロルフ・ピルヴ (Dr) 2012年6月 -

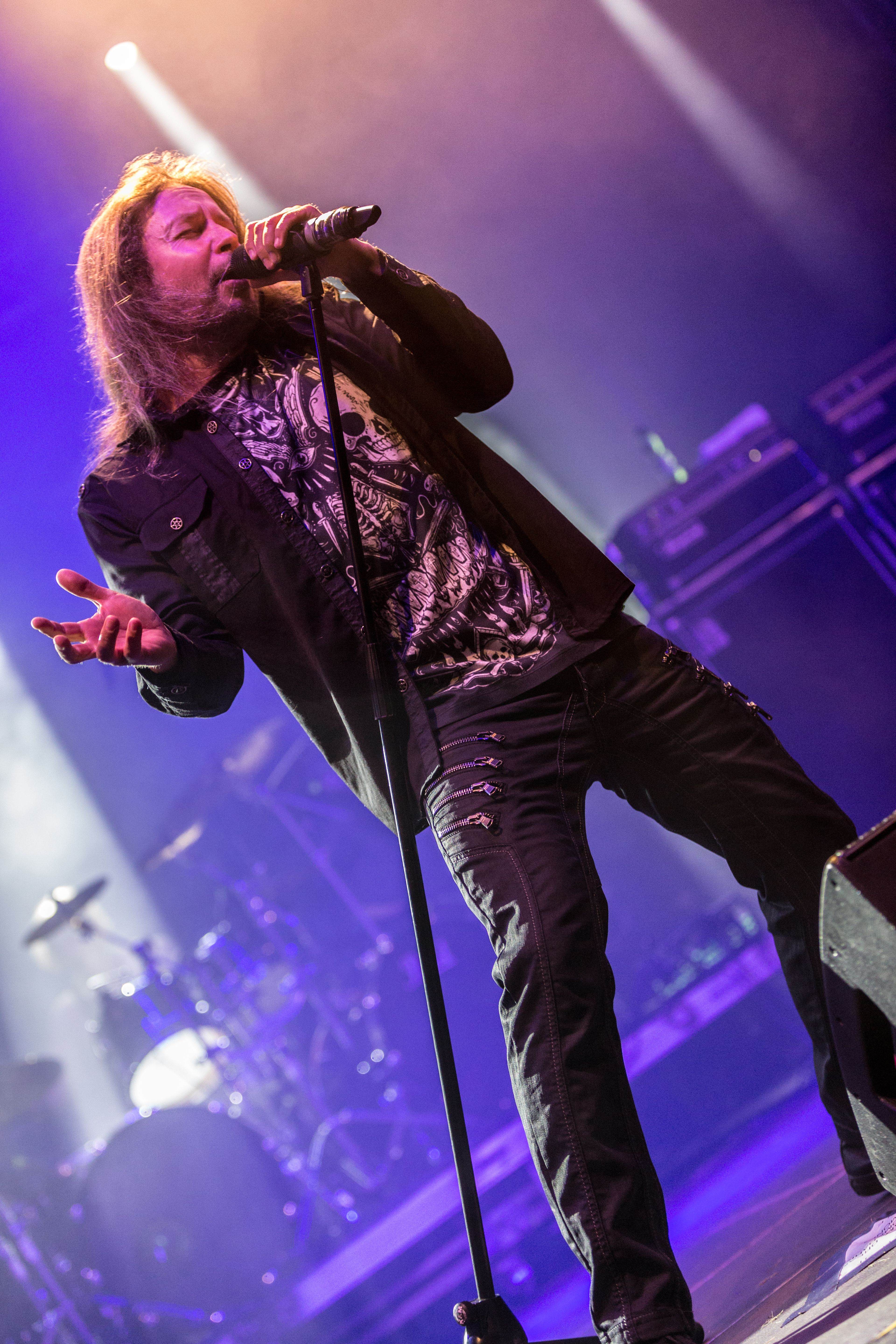
ティモ・コティペルト(Vo) 2017年
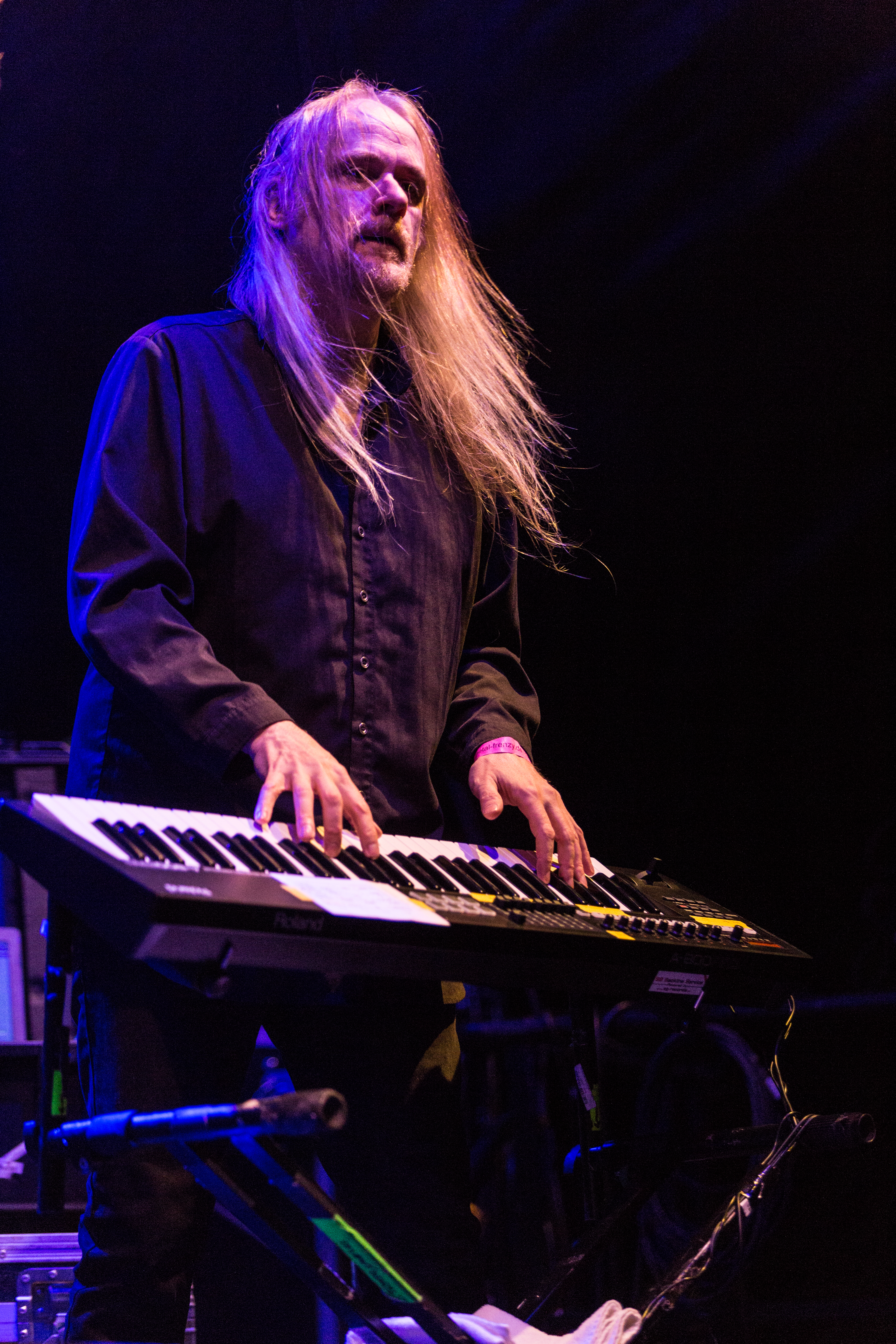
イェンス・ヨハンソン(Key) 2017年
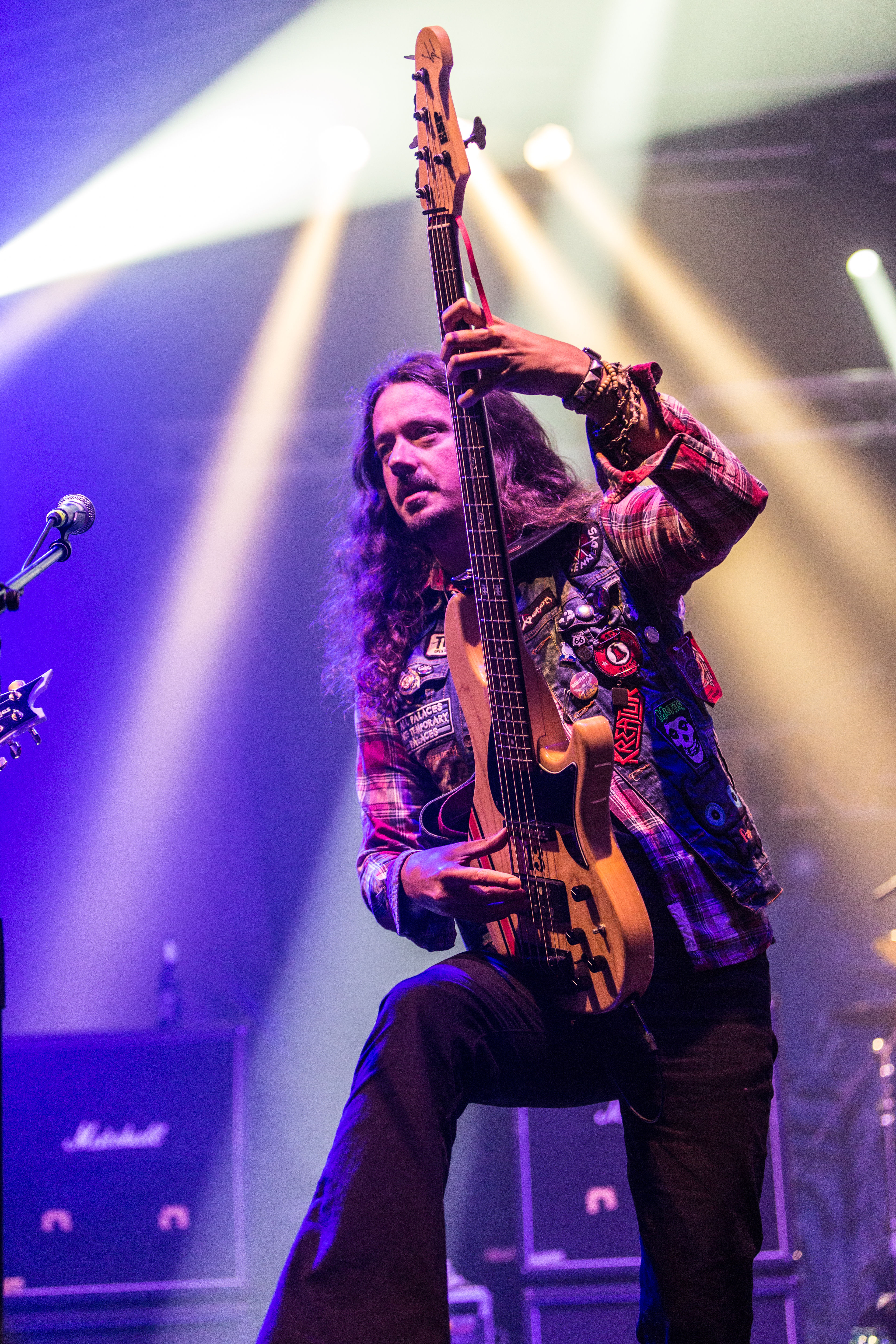
ラウリ・ポラー(B) 2017年
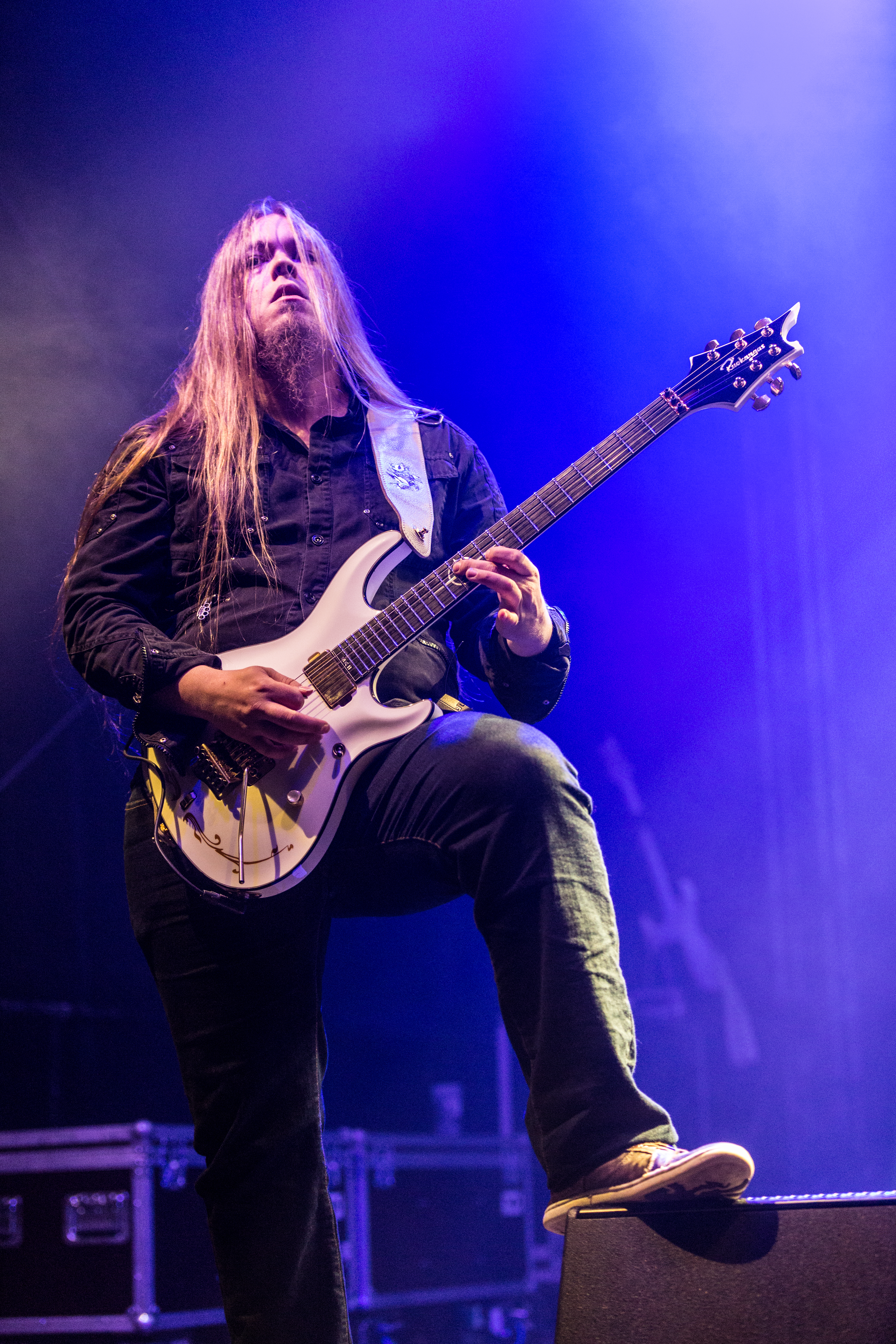
マティアス・クピアイネン(G) 2017年
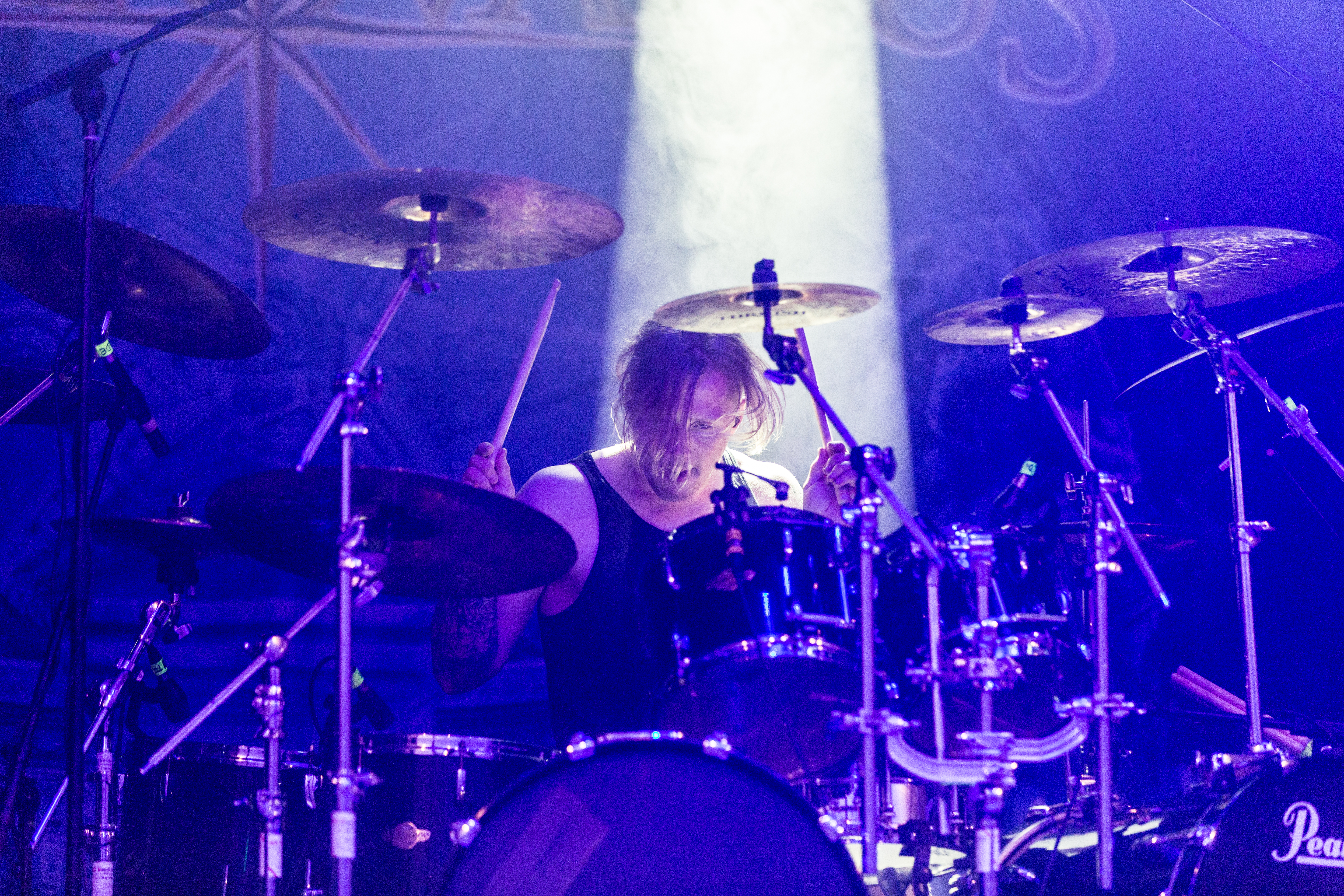
ロルフ・ピルヴ(Ds) 2017年

### 旧メンバー
ギタリスト
- Timo Tolkki ティモ・トルキ (G, Vo: 「Dreamspace」まで) 1985年 - 2008年
- Staffan Stråhlman スタファン・ストロールマン (G) 1984年 - 1985年

ベーシスト
- Jari Kainulainen ヤリ・カイヌライネン (B) 1993年 - 2005年
- Jari Behm ヤリ・ベヘム (B) 1992年 - 1993年
- Jyrki Lentonen ユルキ・レントン (B) 1985年 - 1989年
- John Vihervä ジョン・ヴィヘルヴェ (B) 1984年 - 1985年

ドラムス
- Andars Johansson アンダース・ヨハンソン (Dr) 2004年 - 2004年
- Tuomo Lassila トゥオモ・ラッシーラ (Dr, Vo: 1985年まで) 1982年 - 1995年
- Jörg Michael ヨルグ・マイケル (Dr) 1995年 - 2003年, 2005年 - 2011年

ヴォーカル
- Katriina "Miss K" Wiiala カタリーナ・ウィーアラー (Vo) 2004年 - 2005年

キーボード
- Mika Ervaskari ミカ・エルヴァスカリ (Key) 1984年 - 1987年
- Antti Ikonen アンティ・イコーネン (Key) 1987年 - 1995年

メンバー在籍時期についてはストラトヴァリウスの歴代メンバー一覧表参照のこと

## BURRN!誌とのトラブル
日本のヘヴィメタル雑誌『BURRN!』1997年5月号において、広瀬和生（編集長）、前田岳彦、奥野高久が、アルバム「Visions」（1997年リリース）に対して下した評価の内容（他アーティスト（例：イングヴェイ・マルムスティーン、クイーンズライク、ロイヤル・ハント）との比較等）を、ファンが英訳(『BURRN!』があたかも誹謗中傷をしているように捉えられるよう悪意を込めて)し、トルキ側にFAXで送付した。（実際に前田は日本デビュー以来不変のネオクラシカル的音楽性をやや茶化したレビューを書いていた。）
FAXの内容を見たティモ・トルキは激怒、『BURRN!』編集部に対し抗議のFAXを送付したが、（レビューで比較対象となったロイヤル・ハントは日本でしか知名度のないビッグ・イン・ジャパン、ANGRAは
ハロウィンのアマチュアコピーバンド、クイーンズライクは落ち目で彼らのアルバム（「ヒア・イン・ザ・ナウ・フロンティア」と思われる）に同じ81点を付けた奥野を聴覚障がい者扱い、ネオクラシカルメタルに疎い（というトルキの主観）前田、奥野にレビューをさせないフェア・ウォーニングを『BURRN!』は不当に優遇しているなどと罵倒している。）広瀬はトルキからのFAXの内容を誌面上（1997年7月号）で公開し、自身のコラムにて反論を展開した。なお、この件に関しては後にトルキ側が謝罪したことで一旦は和解した。しかし、それから3年後の『BURRN!』2000年4月号（『インフィニット』リリース当時）のインタビューでトルキは、藤木昌生の「コティペルトに無理なハイトーンを歌わせるのはやめてほしい」との発言に対し「（コティペルトのハイトーンは）ファンが望んでいるからやっている」「編集長のヒロセはコティペルトの声が気に入らないようだ」「俺達はファンのために曲を作っているのであって、評論家のためにやっているわけじゃない」といった反論を展開した。両者の関係に再び緊張が走ったかにもみえたが、トルキはその後も『BURRN!』誌のインタビューは受けている。なお、このFAXの件はトルキが独断で行ったものであるとされ、コティペルトら他のメンバーは後に『BURRN!』のインタビューでこの件を尋ねられるまで一切知らなかったという。

## ディスコグラフィー

### オリジナルアルバム
- 1989年 フライト・ナイト - Fright Night
- 1992年 トワイライト・タイム - Twilight Time, Japón No. 1 ( Oricon )
- 1994年 ドリームスペース - Dreamspace
- 1995年 フォース・ディメンション - Fourth Dimension
- 1996年 エピソード - Episode
- 1997年 ヴィジョンズ - Visions　フィンランド4位、日本18位（オリコン）
- 1998年 デスティニー - Destny　フィンランド1位
- 2000年 インフィニット - Infinite　フィンランド1位・ゴールドディスク
- 2003年 エレメンツ・パート1 - Elements Pt.1, Japón No. 22 ( Oricon )
- 2003年 エレメンツ・パート2 - Elements Pt.2, Japón No. 38 ( Oricon )
- 2005年 ストラトヴァリウス - Stratovarius
- 2009年 ポラリス - Polaris
- 2011年 エリジウム - Elysium, Japón No. 45 ( Oricon )
- 2013年 ネメシス - Nemesis, Japón No. 17 ( Oricon )
- 2015年 エターナル - Eternal, Japón No. 16 ( Oricon )
- 2022年 サバイブ - Survive, Japón No. 7 ( Oricon )

### ベストアルバム
- 1997年 ザ・パスト・アンド・ナウ - The Past And Now
- 1999年 The Chosen Ones（日本未発売）
- 2000年 14ダイヤモンズ 〜ベスト・オブ・ストラトヴァリウス〜 - 14 Diamonds (日本のみ発売)
- 2001年 インターミッション - Intermission（企画アルバム）
- 2006年 Black Diamond: The Anthology（日本未発売）
- 2016年 最高 - Best Of（企画アルバム）
- 2018年 エニグマ：インターミッションⅡ - Enigma:Intermission II（企画アルバム）

### ライブアルバム
- 1998年 ヴィジョンズ・オブ・ヨーロッパ - Visions Of Europe (Live)

### シングル
- 1988年 Future Shock
- 1989年 Black Night
- 1992年 Break the Ice
- 1995年 Wings of Tomorrow
- 1996年 ファザー・タイム - Father Time　*ファザー・タイムより日本版発売
- 1996年 ウィル・ザ・サン・ライズ? - Will The Sun Rise?
- 1997年 ブラック・ダイアモンド - Black Diamond
- 1998年 SOS - SOS
- 2000年 ハンティング・ハイ・アンド・ロー - Hunting High And Low
- 2000年 ア・ミリオン・ライト・イヤーズ・アウェイ - A Million Light Years Away
- 2002年 イーグルハート - EagleHeart
- 2003年 アイ・ウォーク・トゥ・マイ・ワン・ソング - I Walk To My Own Song
- 2005年 マニアックダンス - Maniac Dance
- 2009年 ディープ・アンノウン - Deep Unknown （日本未発売）
- 2010年 Darkest Hours
- 2010年 Infernal Maze
- 2011年 Under Flaming Skies
- 2013年 Unbreakable (デジタル・ダウンロード)

### DVD・VHS
- 2000年 Infinite Visions（日本未発売）

## 来日公演

### 単独公演
- Dreamspace Tour（1994年）
  - 6月5日・6日 川崎 クラブチッタ川崎
  - 6月7日 大阪 難波W'OHOL
  - 6月8日 名古屋 ボトムライン
- Fourth Dimension Tour（1995年）
  - 8月08日 大阪 難波W'OHOL
  - 8月09日 名古屋 ボトムライン
  - 8月10日・11日 川崎 クラブチッタ川崎
- Episode Tour（1996年）
  - 12月6日 大阪 難波W'OHOL
  - 12月8日 名古屋 名古屋クラブクアトロ
  - 12月9日・10日 東京 Shibuya O-EAST
- Destiny tour（1998年）
  - 12月07日 大阪 松下IMPホール
  - 12月08日 名古屋 名古屋クラブクアトロ
  - 12月10日・11日 東京 Shibuya O-EAST
- Infinite Tour（2000年）
  - 7月16日 大阪 難波W'OHOL
  - 7月18日 名古屋 ボトムライン
  - 7月19日・20日 東京 Shibuya O-EAST
- Elements tour（2003年）
  - 5月31日 福岡 DRUM Be-1
  - 6月01日 広島 広島クラブクアトロ
  - 6月03日 大阪 心斎橋クラブクアトロ
  - 6月04日 名古屋 ボトムライン
  - 6月06日 松本 ALECX
  - 6月07日・8日 東京 LIQUIDROOM
- Stratovarius Tour（2006年）
  - 1月18日 大阪 心斎橋クラブクアトロ
  - 1月19日 名古屋 ボトムライン
  - 1月21日・22日 東京 Shibuya O-EAST
- Japan Tour（2007年）
  - 5月22日 大阪 BIG CAT
  - 5月24日 東京 LIQUIDROOM
- Polaris World Tour（2009年）
  - 9月10日 大阪 BIG CAT
  - 9月11日 名古屋 名古屋クラブクアトロ
  - 9月12日 川崎 クラブチッタ川崎
- Elysium Tour（2011年）
  - 2月20日 札幌 Zepp札幌
  - 2月22日 仙台 Zepp仙台
  - 2月23日 名古屋 Zepp名古屋
  - 2月25日 福岡 Zepp福岡
  - 2月27日 大阪 なんばHATCH
  - 9月28日 東京 Zepp東京
- Eternal World Tour（2016年）
  - 1月29日 東京 STUDIO COAST
  - 1月30日 大阪 梅田クラブクアトロ
  - 2月01日 名古屋 名古屋クラブクアトロ

### フェス
- FINLAND FEST 2007（2007年）
  - 5月25日 東京 LIQUIDROO
    - 共演：APOCALYPTICA、VON HERTZEN BROTHERS、THE CRASH
- Loud Park 13（2013年）
  - 10月20日 埼玉 さいたまスーパーアリーナ
- Loud Park 23（2023年）
  - 3月25日 大阪 インテックス大阪
  - 3月26日 千葉 幕張メッセ 国際展示場 展示ホール9-10-11